# KRT40
KRT40 هوَ كيراتين يُشَفر بواسطة جين KRT40 في الإنسان.